# Biłyky (obwód czernihowski)
Biłyky (ukr. Білики) – wieś na Ukrainie, w obwodzie czernihowskim, w rejonie czernihowskim, w hromadzie Oster. W 2001 liczyła 317 mieszkańców, spośród których 304 wskazało jako ojczysty język ukraiński, a 13 rosyjski.